# Kotzebue-Brücke
Die Kotzebue-Brücke (ukrainisch Міст Коцебу Mist Kozebu, russisch Мост Коцебу Most Kozebu) an der Bunina-Straße (вул. Буніна) im Zentrum der ukrainischen Stadt Odessa wurde 1892 eröffnet und führt über die Straße Dewolaniwskyj uswis (ukrainisch Деволанівський узвіз). Benannt wurde die 30 m lange Bogenbrücke zu Ehren des Generalgouverneurs von Odessa Paul Demetrius von Kotzebue (Павел Евстафьевич Коцебу Pawel Jewstafjewitsch Kozebu).

## Geschichte
Die Brücke wurde zwischen 1889 und 1892 an Stelle einer Holzbrücke durch den Architekten S.A. Landesman, (С.А.Ландесман) und den Ingenieur Edmond G. Harris (Е.Г. Гаррис) errichtet. Der Metallrahmen für den Bau der 70.000 Rubel teuren Brücke wurde in Paris in der Fabrik der Firma Société des Ponts et Travaux en Fer gefertigt, in der auch Elemente des Eiffelturms geschaffen wurden, und in Odessa montiert und installiert. Da die Straße, auf der sie liegt, früher Polizeistraße hieß, wurde die Brücke auch Polizeibrücke genannt (Полицейским мост).
2017 wurde die baufällige Brücke restauriert – samt dem gusseisernen Geländer sowie vier Straßenlaternen nach Zeichnungen aus dem 19. Jahrhundert. Ebenso wurde die Treppe rekonstruiert und das Gelände um die Brücke landschaftlich gestaltet, sodass die Brücke heute wieder eine Sehenswürdigkeit von Odessa darstellt.

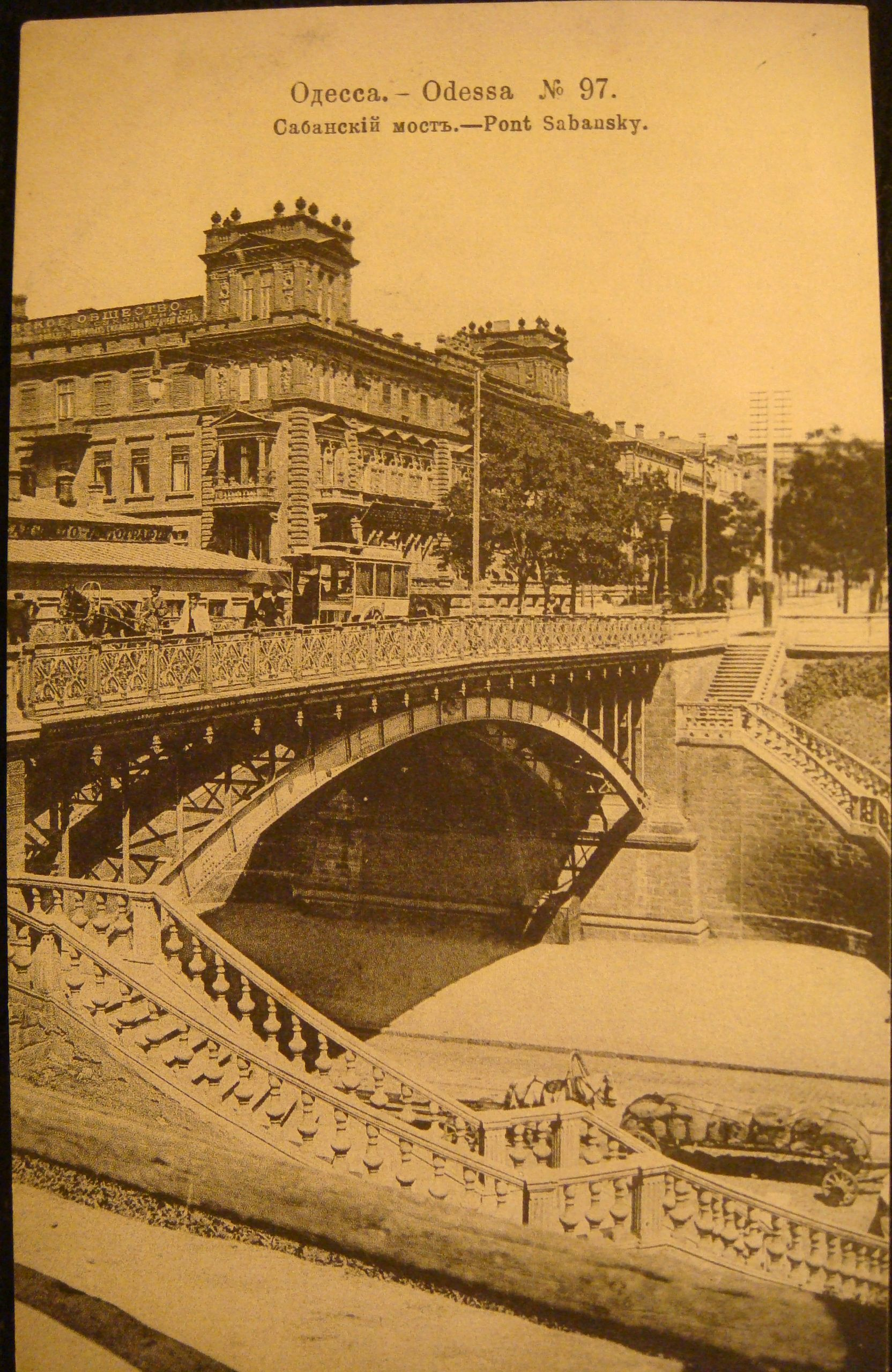
Die Brücke am Anfang des 20. Jahrhunderts
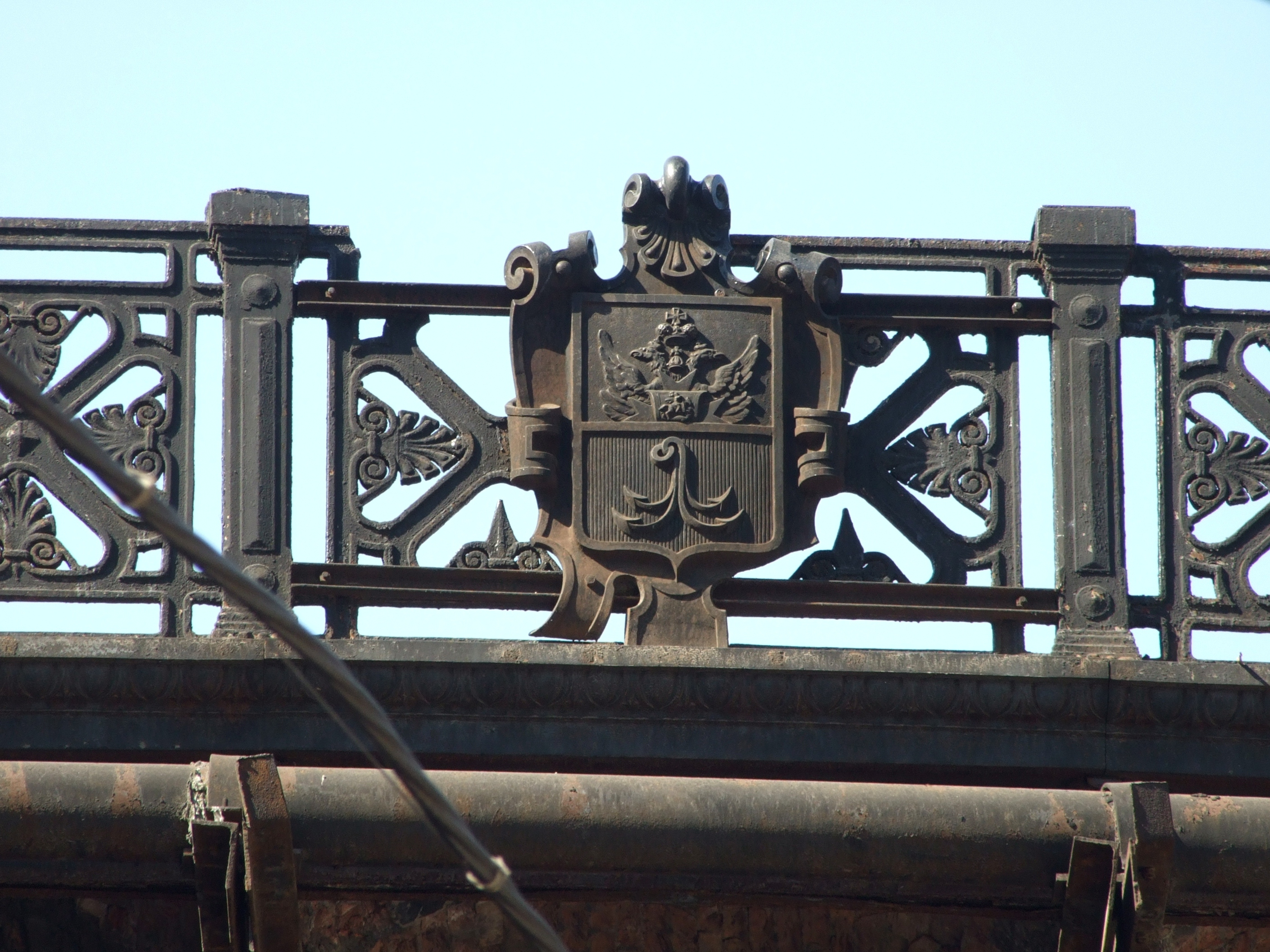
Detailansicht des gusseisernen Brückengeländers